# جیمی دانلی (بازیکن فوتبال، زاده ۲۰۰۵)
جیمی دانلی (انگلیسی: Jamie Donley؛ زادهٔ ۳ ژانویهٔ ۲۰۰۵) بازیکن فوتبال اهل بریتانیا است که در حال حاضر به صورت قرضی از باشگاه فوتبال تاتنهام هاتسپر برای باشگاه فوتبال لیتون اورینت بازی می‌کند. 
وی همچنین در تیم‌های ملی فوتبال زیر ۱۷ سال انگلستان، زیر ۱۸ سال انگلستان، زیر ۱۹ سال ایرلند شمالی، و زیر ۱۹ سال انگلستان بازی کرده است.